# Hypsipetes mindorensis
El bulbul de Mindoro (Hypsipetes mindorensis) es una especie de ave paseriforme de la familia Pycnonotidae endémica de las islas de Mindoro y Semirara, en Filipinas.

## Taxonomía
El bulbul Mindoro fue descrito científicamente por el ornitólogo estadounidense Joseph Beal Steere en 1890, como Iole mindorensis. También fue considerado una especie del género Ixos por algunos taxónomos. Posteriormente fue considerado una subespecie del bulbul filipino, hasta 2010, cuando volvió a clasificarse como una especie separada.